# Särkijärvi (Övertorneå socken, Norrbotten, 741637-185325)
Särkijärvi är en sjö i Övertorneå kommun i Norrbotten och ingår i Torneälvens huvudavrinningsområde.